# Hoazinavis
A Hoazinavis a madarak (Aves) osztályának a hoacinalakúak (Opisthocomiformes) rendjébe, ezen belül a hoacinfélék (Opisthocomidae) családjába tartozó fosszilis madárnem.

## Tudnivalók
A Hoazinavis a késő oligocén és a kora miocén között élt, ezelőtt 24—22 millió évvel; ott ahol ma a dél-amerikai Brazília van. Ebből a fosszilis madárnemből eddig csak egy faj került elő, az úgynevezett Hoazinavis lacustris.
Ezt a fosszilis hoacinfélét 2008-ban a São Paulo melletti Tremembé-formációban fedezték fel. Az állat leírói és névadói Gerald Mayr, Herculano Alvarenga és Cécile Mourer-Chauviré őslénykutatók.

## Fordítás
Ez a szócikk részben vagy egészben  a   Hoazinavis című angol Wikipédia-szócikk ezen változatának fordításán alapul.  Az eredeti cikk szerkesztőit annak laptörténete sorolja fel. Ez a jelzés csupán a megfogalmazás eredetét és a szerzői jogokat jelzi, nem szolgál a cikkben szereplő információk forrásmegjelöléseként.